# Bezirksklasse Magdeburg-Anhalt 1936/37
De Bezirksklasse Magdeburg-Anhalt 1936/37 was het vierde voetbalkampioenschap van de Bezirksklasse Magdeburg-Anhalt, het tweede niveau onder de Gauliga Mitte en een van de drie reeksen die de tweede klasse vormden. Saxonia Tangermünde werd kampioen, dat in de promotie-eindronde VfL Halle 1896 en SC Erfurt 1895 voor moest laten gaan en zodoende in de Bezirksklasse bleef.

## Eindstand
| Plaats | Club                     | Wed. | Saldo | Ptn.  |
| ------ | ------------------------ | ---- | ----- | ----- |
| 1.     | Saxonia 07 Tangermünde   | 20   | 57:34 | 29:11 |
| 2.     | FC Preußen 02 Burg       | 20   | 55:42 | 24:16 |
| 3.     | FV Fortuna Magdeburg     | 20   | 47:45 | 23:17 |
| 4.     | FC Viktoria 09 Stendal   | 20   | 52:39 | 22:18 |
| 5.     | MSC Preußen 99           | 20   | 45:46 | 20:20 |
| 6.     | FC Germania Halberstadt  | 20   | 46:55 | 18:22 |
| 7.     | SV Viktoria 03 Zerbst    | 20   | 42:52 | 18:22 |
| 8.     | VfB 1906 Schönebeck      | 20   | 48:60 | 18:22 |
| 9.     | FC 1915 Mildensee        | 20   | 43:56 | 18:22 |
| 10.    | SV 09 Staßfurt           | 20   | 61:55 | 16:24 |
| 11.    | VfL Germania Wernigerode | 20   | 40:52 | 14:26 |

|  | Kampioen, deelname promotie-eindronde |
|  | Degradatie naar 1. Kreisklasse        |

## Promotie-eindronde
De vier kampioenen van de 1. Kreisklasse namen het tegen elkaar op, de top twee promoveerde.
| Plaats | Club                | Wed. | Saldo | Ptn. |
| ------ | ------------------- | ---- | ----- | ---- |
| 1.     | SV Wacker Bernburg  | 6    | 27:7  | 11:1 |
| 2.     | SpVgg 04 Thale      | 6    | 12:17 | 6:6  |
| 3.     | Magdeburger SC 1900 | 6    | 8:12  | 4:8  |
| 4.     | FC Salzwedel 09     | 6    | 8:19  | 3:9  |

|  | Promotie naar Bezirksklasse Magdeburg-Anhalt 1937/38 |